# Grand Tour of Switzerland

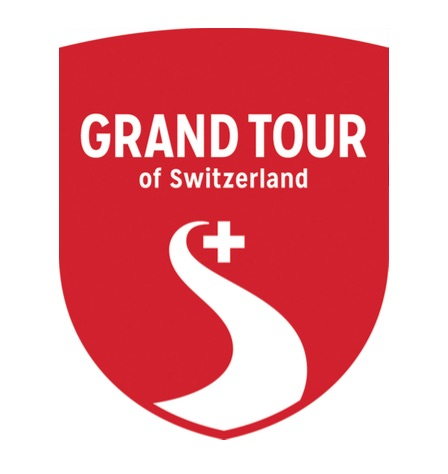
Logo der Grand Tour of Switzerland

Die Grand Tour of Switzerland ist eine Ferienstrasse durch die Schweiz.

## Geschichte
In Anlehnung an die Grand Tour des 18. Jahrhunderts lancierte Schweiz Tourismus und ein privater Trägerverein 2015 die Grand Tour of Switzerland. Ziel ist es, Individualtouristen die Planung und Durchführung ihrer Schweizreise per Auto oder Motorrad zu erleichtern. Als Vorbild diente die berühmte Route 66 in den USA.

## Strecke und Sehenswürdigkeiten

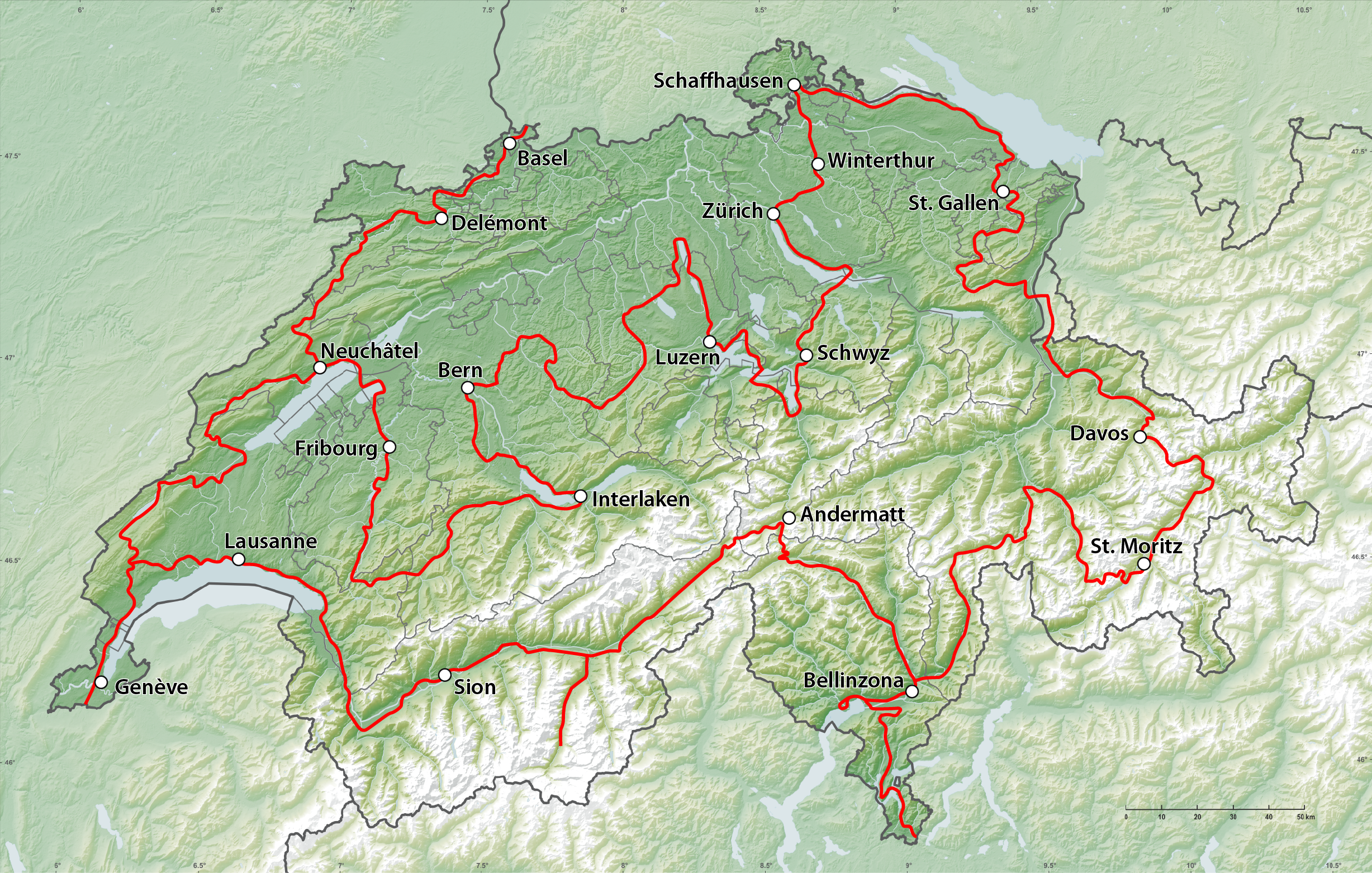
Verlauf der Grand Tour of Switzerland

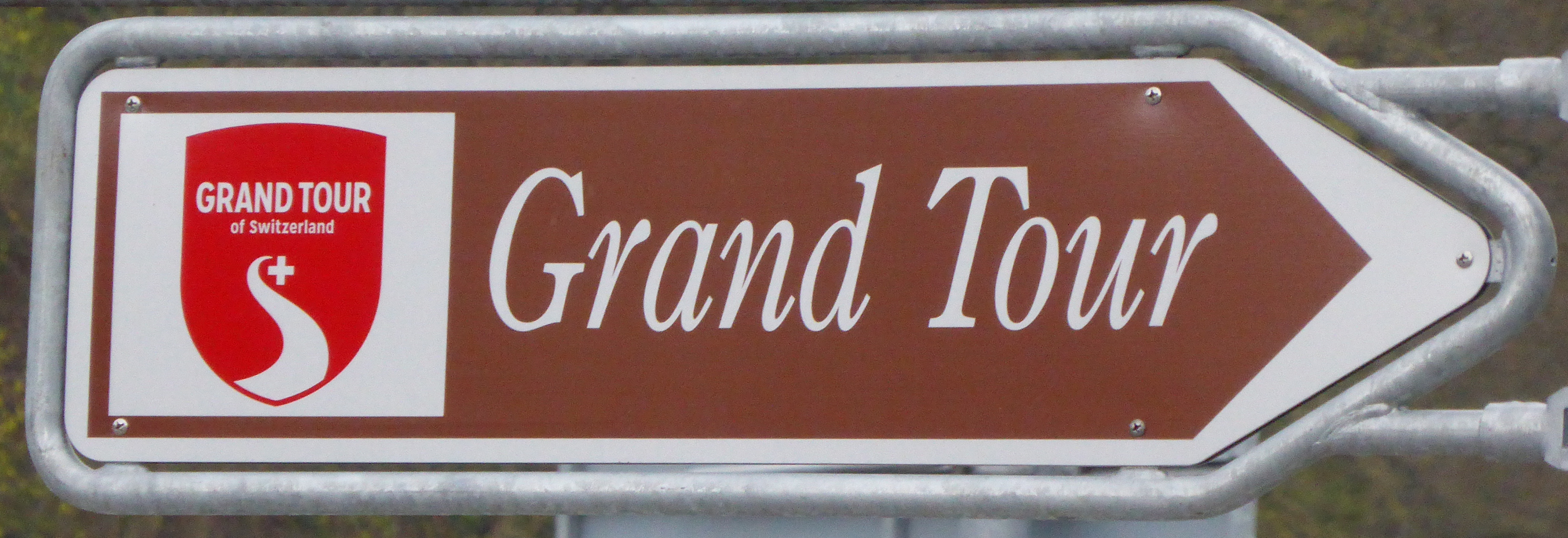
Wegweiser Grand Tour of Switzerland

Die Tour führt auf 1643 Kilometern durch alle Landesteile zu 44 Sehenswürdigkeiten, davon 11 UNESCO-Welterbestätten, durch 51 Städte und entlang von 22 Seen. Der höchste Punkt der Grand Tour ist der Furkapass, 2429 m ü. M., der tiefste Punkt ist der Lago Maggiore, 193 m ü. M.
Für die Rundfahrt benötigt man mindestens sieben Tage, dies bei einer Fahrzeit von täglich mindestens fünf Stunden. Da die Tour auch über fünf Alpenpässe führt, ist die Befahrbarkeit der ganzen Tour nicht das ganze Jahr gewährleistet. Die Fahrt erfolgt auf dem normalen Schweizer Strassennetz. Ab der Sommersaison 2016 ist die Grand Tour mit offiziellen braunen Wegweisern im Uhrzeigersinn signalisiert. Der erste von 650 Wegweisern wurde im Oktober 2015 in Zürich montiert.
Wichtige Zwischenstationen in geschichtlicher Hinsicht sind Basel, Bern, Luzern, Zürich, Schaffhausen, St. Gallen und Genf.
Landschaftlich reizvolle Gegenden sind der Brienzersee, der Vierwaldstättersee, der Rheinfall, das Appenzellerland, Davos, das Engadin mit dem Schweizer Nationalpark, das Tessin, Ascona, das Aletschgebiet, Zermatt mit dem Matterhorn, die Lavaux und den Creux du Van. Sehenswert sind unter anderem die Altstädte von Bern und Luzern und das Schloss Chillon.

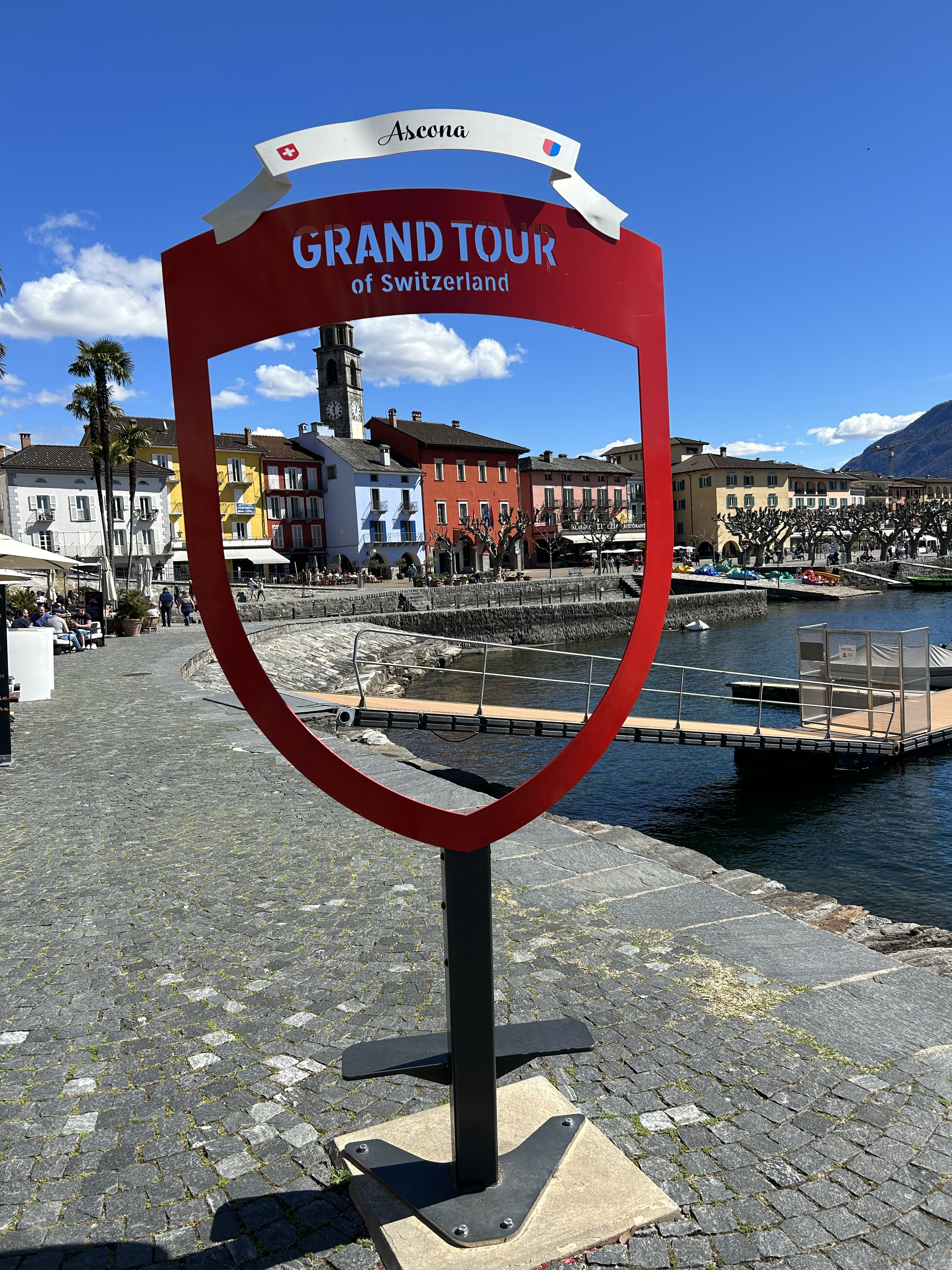
Ascona
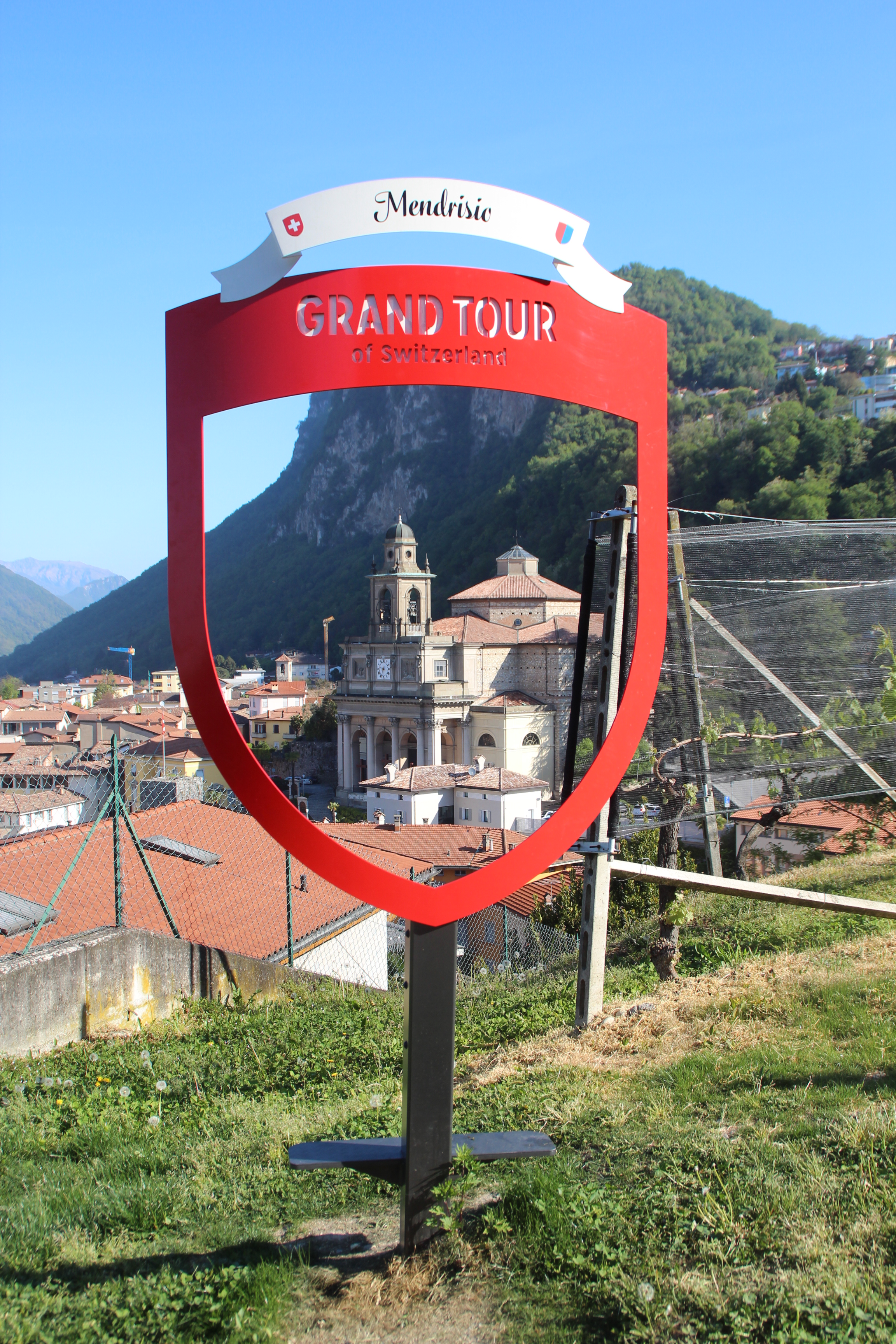
Mendrisio
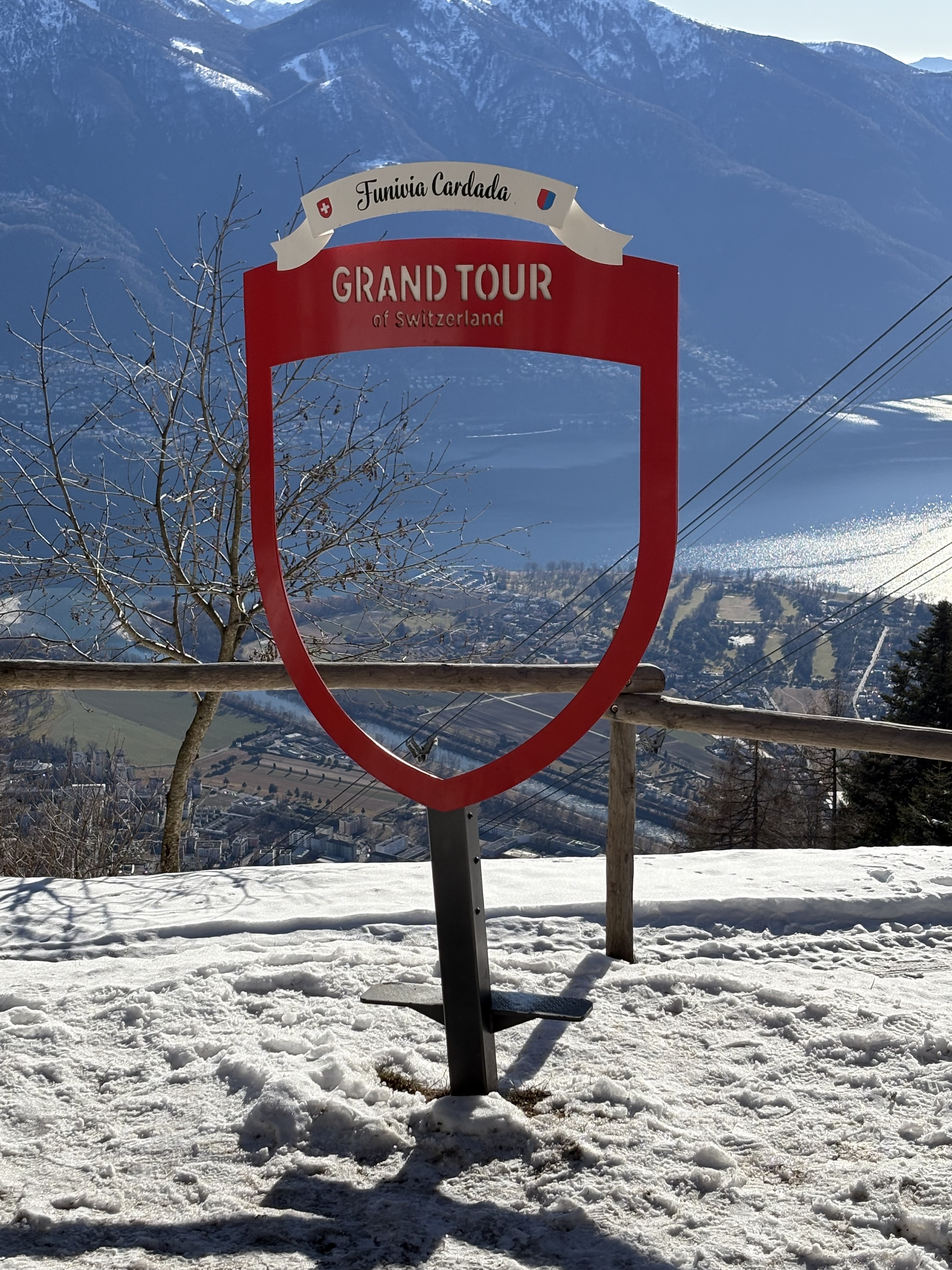
Cardada

## Besonderheiten
Für Zugfans gibt es unter dem Namen Grand Train Tour of Switzerland eine abgespeckte Variante der Rundreise. Die ganzjährig befahrbare Tour ist rund 1’285 Kilometer lang und führt zu den Höhepunkten des Schweizer ÖV-Systems. Die Tour ist eine Sammlung bestehender Panoramarouten wie z. B. des Voralpenexpresses oder der Golden-Pass-Line.
Auf der gesamten Strecke der Grand Tour of Switzerland sind an verschiedenen Stationen sogenannte Grand Tour Foto-Spots aufgebaut, aktuell sind es 65 Stück (November 2022). Die Spots in Form eines roten Rahmens mit Zierelement setzen verschiedene landschaftliche und architektonische Sehenswürdigkeiten in Szene. Die meisten Foto-Spots sind kostenlos, bei einem Teil, z. B. den St. Beatus-Höhlen oder dem Rheinfall, muss der Eintrittspreis des jeweiligen Ortes gezahlt werden, um zu dem Foto-Spot zu gelangen.

## Kritik
Kritik an der Grand Tour kommt von Umweltschützern. Für die Grüne Partei der Schweiz ist es unverständlich, dass Schweiz Tourismus den Strassenverkehr in den Bergen fördert. Der Verkehrs-Club der Schweiz VCS findet, dass bei dem gut ausgebauten öffentlichen Verkehr die Idee einer Autotour durch die Schweiz veraltet sei.